# ویل شارپ
ویل شارپ (انگلیسی: Will Sharpe؛ زادهٔ ۱۹۸۶) فیلم‌نامه‌نویس، کارگردان فیلم و بازیگر اهل بریتانیا است. وی از سال ۲۰۰۸ میلادی تاکنون مشغول فعالیت بوده است. وی در لندن زاده شد اما تا سن ۸ سالگی در توکیو زندگی می‌کرد. مادر او ژاپنی است. پس از بازگشت به انگلستان او ابتدا در کالج وینچستر تحصیل کرد و سپس در دانشگاه کمبریج، مطالعات کلاسیک خواند.
از فیلم‌ها یا برنامه‌های تلویزیونی که وی در آن نقش داشته است، می‌توان به زندگی الکتریکی لوئیس وین، خانه، حادثه، شرلوک، گیری/هاجی، لنداسکیپرز، وایت لوتوس و یک درد واقعی اشاره کرد.